# Григорово (Рузский городской округ)

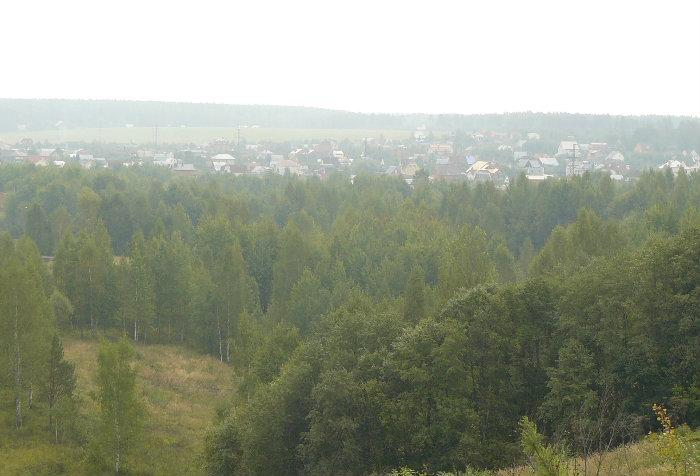

Григорово — деревня в Рузском районе Московской области, входящая в сельское поселение Колюбакинское. Население 53 человека на 2006 год. До 2006 года Григорово входило в состав Краснооктябрьского сельского округа
Деревня расположена на юго-востоке района, примерно в 22 километрах к юго-востоку от Рузы, на правом берегу Москва-реки, практически, восточная окраина пгт Тучково, высота центра над уровнем моря 160 м. Ближайшие населённые пункты, помимо Тучково — деревня Сонино на противоположном берегу реки.